# Rudkøbings kommun
Rudkøbing kommun var en kommun i Fyns amt i Danmark. Den är sedan 2007 en del av Langeland kommun.